# NGC 2276-3c

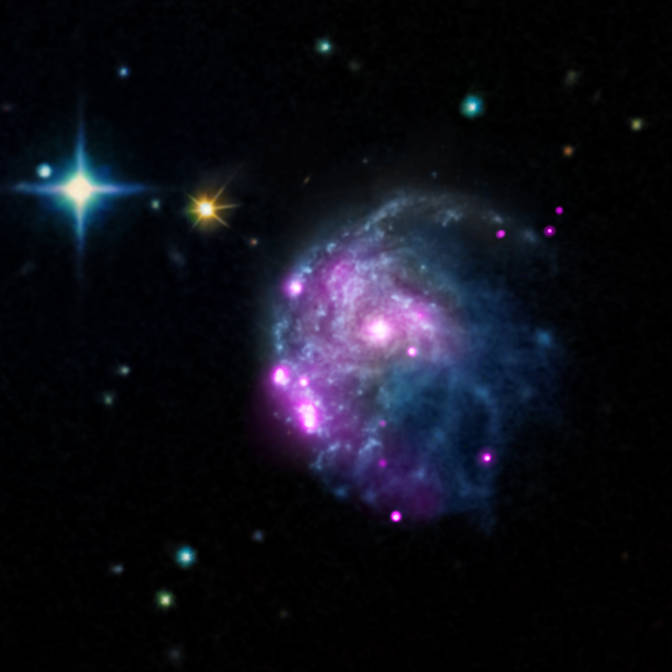
NGC-2276-3c

NGC-2276-3c是位于仙王座的NGC 2276星系里面的一个中等质量黑洞。NGC 2276的赤经为7h 27m，赤纬为85°45′，大小 2.6′，距离地球大约1亿光年，经过其射电望远镜观测发现它喷射流长达6光年，其质量相当于太阳质量的5万倍，属于中等质量黑洞；目前人类发现的中等质量黑洞悉数不多，人类对它的了解甚少，所以对它的发现意义重大。

## 外部連結
- [WikiSky: DSS2 图像: http://www.wikisky.org/?object=NGC+2276&img_source=DSS2（页面存档备份，存于）]
- [WikiSky: SDSS 图像: http://www.wikisky.org/?object=NGC+2276&img_source=SDSS（页面存档备份，存于）]
- [WikiSky: GALEX 图像: http://www.wikisky.org/?object=NGC+2276&img_source=GALEX（页面存档备份，存于）]
- [WikiSky: IRAS 图像: http://www.wikisky.org/?object=NGC+2276&img_source=IRAS（页面存档备份，存于）]
- [WikiSky: HALPHA 图像: http://www.wikisky.org/?object=NGC+2276&img_source=HALPHA（页面存档备份，存于）]
- [WikiSky: RASS 图像: http://www.wikisky.org/?object=NGC+2276&img_source=RASS（页面存档备份，存于）]